# Radio Zorrilla de San Martín
La radio Zorrilla de San Martín es una emisora de amplitud modulada (A.M.) ubicada en el departamento de Tacuarembó en la República Oriental del Uruguay, Sudamérica, en los 1400 kHz del dial.

## Fundación
Se fundó el 16 de septiembre de 1939 por el químico farmacéutico Luis Santos Dini Boggia. Se convirtió así en la primera emisora de AM del departamento; condición que mantuvo durante 27 años, hasta 1966, cuando Celiar Rovira y Ariel Pandolfi inauguraron Radio Tacuarembó en el mismo departamento.

## Nombre de la emisora
Debe su nombre al llamado "Poeta de la Patria", Juan Zorrilla de San Martín. El fundador de la emisora, Luis Santos Dini, sentía gran admiración por este poeta desde su época liceal, cuando pudo verlo recitar una de sus más importantes obras "La Leyenda Patria" en la ciudad de Florida.

## Ubicación y área de cobertura
Se encuentra ubicada en la ciudad de Tacuarembó, Uruguay, a 400 km al norte de la ciudad capital del país, Montevideo.
Debido a su ubicación y potencia, cumple una función muy importante en la comunicación entre la ciudad capital del departamento y poblados cercanos como Caraguatá, Villa Ansina, Tambores, Curtina, así como con toda las zonas rurales del departamento.
Cubre además gran parte de la zona norte del país, llegando a departamentos vecinos como Salto, Paysandú y Rivera.

## Comunicadores que surgieron en la emisora
Ha sido creadora de talentos radiales que luego supieron triunfar en los medios de comunicación más importantes del Uruguay. Caso por ejemplo de Daniel Castro (Canal Estatal y Monte Carlo TV), Vicente Dumas Sottolani (Radio Monte Carlo), Jorge Saavedra (Radio Monte Carlo), Juan Carlos Otormín (Radio Oriental y Canal 12), Rubén Walter Vázquez (Radio Carve), José Da Rosa (Radio Sarandí) y Ramón Eduardo Alonzo (SODRE).

## Situación actual
Es dirigida por los hijos del fundador, y cuenta con programación en deportes, noticias, música, actualidad y salud; con programas de varias décadas de trayectoria y otros de reciente creación.